# Tatoul Avoyan
Tatoul Avoyan, né le 3 mars 1964, à Erevan , est un chanteur arménien de rabiz.

## Biographie
Tatoul Avoyan a grandi dans une famille de musiciens d’origine yézidi. Son père Frounz Avoyan était l'un des premiers chanteurs de rabiz, ses frères Ashot, Samvel et Serob ont été musiciens.
Il a terminé ses études dans le Collège Musical de Romanos Melikian et dans le Conservatoire Komitas d'Erevan. Les chansons qui lui ont permis d'avoir le succès et d'être connu sont: «Darnatsel e ays ashkharhe - Le monde est devenu amer» «Դառնացել է այս աշխարը», «Khachin mot - Près de la croix» «Խաչին մոտ», «Mayrik - Mère» «Մայրիկ», «Qef-Qef - Fête-Fête» «Քեֆ-քեֆ», «Jan Hayastan - Jan Arménie» «Ջան Հայաստան», «Papik em Dardzel - Je suis devenu un grand père» «Պապիկ եմ դարձել», «Im Akhpers - Mon frère» «Իմ ախպերս», «Astghere var erknqum - Étoiles brillantes dans le ciel» «Աստղերը վառ երկնքում», «Srtit banali - La clé de ton cœur» «Սրտիդ բանալի» et d'autres chansons. Il a donné des concerts dans beaucoup de pays notamment en (Russie, Grèce, États-Unis, etc.)

## Singles
- Srtis balanin (2000)
- kamac kamac (2000)
- Qo sere (2001)
- Varter berem, Sevook Sirun (2002
- Chem uzum (2005)
- Chem Chum Anes (2011)
- Havatam feat. Super Sako (2010)
- Imanam feat. Lusine Grigoryan (2013)
- Heranam feat. DJ Davo (2013)
- Dimanam (2013)
- Shnorhavor feat. DJ Davo (2015)
- Na Na Na feat. Super Sako (2016)